# Institut national pour le patrimoine architectural
L'Institut national pour le patrimoine architectural (INPA), anciennement Service des sites et monuments nationaux (SSMN), est l'autorité luxembourgeoise chargée de la préservation et de l'entretien des sites archéologiques et historiques du Grand-Duché. L'autorité est subordonnée au ministère de la Culture.

## Histoire
Les premières dispositions légales concernant la préservation et la protection des paysages, sites et monuments importants remontent à la loi du 12 août 1927. Les bases en sont posées par la Section historique de l'Institut Grand-ducal. Son président propose une loi au gouvernement de l'époque, dirigé par Émile Reuter, pour créer une autorité de protection des monuments avec les lois idoines au Luxembourg, en s'inspirant de la loi française du 31 décembre 1913 sur les monuments historiques. En 1927, la Commission des sites et monuments nationaux est créée à Luxembourg.
Au cours de la bataille des Ardennes pendant la Seconde Guerre mondiale, de nombreux monuments et bâtiments historiques ont été endommagés. Cela a conduit le public a repenser son rapport avec le patrimoine national, qui a été de nouveau apprécié par la population.
Par règlement ministériel du 13 mai 1971, le ministère de la Culture a créé le Service des monuments historiques qui a remplacé la Commission des sites et monuments nationaux. La mission de cette autorité est de réaliser des mesures de protection, d’entretien et de rénovation des monuments et monuments historiques.
La loi du 19 septembre 1977 a remplacé l'autorité Service des monuments historiques par l'actuel Service des sites et monuments nationaux.
La loi du 25 février 2022 relative au patrimoine culturel, entrée en vigueur le 3 mars suivant renomme l'institution en Institut national pour le patrimoine architectural.

## Missions et compétences

### Compétences
Ses compétences sont fixées par le règlement grand-ducal du 17 septembre 1980, dont l'article premier énonce :

« Le Service des Sites et Monuments nationaux prête son concours au ministre compétent pour l'exécution des lois qui ont pour objet la conservation et la protection des sites, des ensembles architecturaux, du patrimoine historique immobilier et des monuments nationaux.
A cet effet, il est chargé d'études relatives aux objets prévus [ci-dessus] et constitue l'organe d'exécution pour les décisions prises. »

### Missions
L'article 16 de la loi du 25 juin 2004 énonce les missions du SSMN :

« Le Service des sites et monuments nationaux a pour missions :
- l'étude, la conservation, la protection et la mise en valeur du patrimoine architectural national, y compris le patrimoine industriel, et de collaborer avec le Musée national d'histoire et d'art au cas où ces activités engendreraient des fouilles archéologiques;
- de veiller à la protection et à l'entretien régulier des sites historiques dont les monuments nationaux classés ou inscrits à l'inventaire supplémentaire;
- de surveiller l'exécution des mesures et des travaux de réparation et de restauration des sites et immeubles classés ou inscrits à l'inventaire supplémentaire;
- d'assurer la gérance et l'entretien du réseau des itinéraires culturels et des relais qui en dépendent;
- de conseiller et d'assister, sur demande, les particuliers et les communes lors de la restauration d'immeubles et de sites;
- de proposer de nouvelles affectations pour des immeubles désaffectés et qui présentent une grande valeur architecturale;
- d'organiser des campagnes de sensibilisation, des expositions et des conférences sur le patrimoine architectural national;
- de proposer et de surveiller la création de secteurs sauvegardés ainsi que de plans d'aménagement d'agglomérations intéressant le patrimoine architectural national;
- de coordonner et de surveiller les initiatives publiques en matière de restauration du patrimoine architectural national;
- de gérer des dépendances scientifiques, muséales, éducatives et techniques;
- de conseiller le ministre en matière de publicité pour autant que celle-ci soit sujette à son autorisation;
- d'assurer l'exécution des lois et règlements relatifs aux enseignes publicitaires;
- de coopérer avec la Commission des Sites et Monuments Nationaux;
- d'entretenir des relations étroites avec le Conseil de l'Europe, l'UNESCO et le "International Council on Monuments and Sites" (ICOMOS);
- de rédiger régulièrement des rapports sur le secteur de sauvegarde du patrimoine mondial de l'UNESCO et de consulter les experts de cette organisation internationale. »

### Directeurs
- Alfred Steinmetzer (1971–1982)
- Georges Calteux (1982–2004)
- Christiane Steinmetzer (2004–2008)
- Patrick Sanavia (depuis 2008)

### Textes légaux
- Loi du 12 août 1927, concernant la conservation et la protection des sites et monuments nationaux  Memorial N° 48 du 31 août 1927, pages 651–658
- Règlement ministériel du 13 mai 1971 portant création d'un service des monuments historiques Memorial A - N° 35 du 29 mai 1971, pages 539
- Loi du 19 septembre 1977 portant création d’un Service des Sites et Monuments Nationaux Memorial A - N° 58 du 6 octobre 1977, pages 1788–1789
- Règlement grand-ducal du 17 septembre 1980 fixant les compétences du Service des Sites et Monuments nationaux créé par la loi du 19 septembre 1977 Memorial A - N° 69 du 16 octobre 1980
- Loi du 28 décembre 1988 portant réorganisation des instituts culturels de l´Etat Memorial A - N°71 du 28 décembre 1988, pages 1480–1492
- Loi du 25 juin 2004 portant réorganisation des instituts culturels de l'Etat Memorial A - N° 120 du 15 juillet 2004, pages 1798–1810